# Hilton Edwards
Hilton Edwards (* 2. Februar 1903 in London; † 18. November 1982 in Dublin) war ein irischer Schauspieler und Theaterregisseur.

## Leben
Edwards arbeitete nach dem Ende seiner Schulzeit als Schauspieler. Er war in verschiedenen Filmen der 1950er und 1960er zu sehen, unter anderem in Captain Lightfoot, David und Goliath, Der Teufelskreis und Half a Sixpence. Gemeinsam mit seinem Lebensgefährten Micheál Mac Liammóir gründete Edwards das Gate-Theater in Dublin.

## Filmografie (Auswahl)
- 1952: Orson Welles’ Othello (The Tragedy of Othello: The Moor of Venice)
- 1953: Rückkehr nach Glennascaul (Return to Glennascaul)
- 1955: Wenn die Ketten brechen (Captain Lightfoot)
- 1957: Besuch bei Mr. Scruby (Cat and Mouse)
- 1960: David und Goliath (David e Golia)
- 1961: Der Teufelskreis (Victim)
- 1962: Der Todeskandidat (The Quare Fellow)
- 1966: Letzte Grüße von Onkel Joe (The Wrong Box)
- 1967: Half a Sixpence

## Preise und Nominierungen (Auswahl)
- 1962: Jacob's Awards, irischer Fernsehpreis für Self Portrait
- 1966: Nominierung für den Tony Award für Brian Friels "Philadelphia, Ich bin da!"